# カトリック褥崎教会
カトリック褥崎教会（カトリックしとねざききょうかい）は、長崎県佐世保市鹿町町にある、キリスト教（カトリック）の聖堂。

## 解説
教会名が難読なためか、「しとね」という通称もある。（2018年まで教会敷地内に純心聖母会運営の「しとね保育所」が存在していたことからもその通称が通ることがうかがえる）
先祖が長い迫害の時代から解放され、信仰の自由を手にした喜びを祝い、故郷五島と祖先の信仰を偲び、始めたアヤタケ踊りが伝わっていて、祝日などに披露される。

## 沿革
島原の乱に敗れて五島へ逃れた信徒が、キリシタン弾圧の追及をさらに逃れてこの地に住み着いた者の子孫で、最初浜辺に民家風の聖堂を持ち、ミサに与かっていたが、1967年8月10日、神崎小教区より分離され、小教区として設立されるとともに高台に現聖堂を建立。10月18日に山口大司教によって祝別された。
2009年、聖堂入口と鐘楼が倒壊の危機に見舞われたため改修の上鐘楼が太くなった。聖堂本体は建設当時のままであるが、随所に豪華なステンドグラスが飾られている。